# Pegatron
Pegatron Corporation — тайванський ODM-виробник комп'ютерних комплектуючих. Вважається однією з найбільших тайваньських компаній по проектуванню і виробництву як готових комп'ютерів, так і комплектуючих до них (DMS, Design and Manufacturing Service).
Назва Pegatron походить від слова Pegasus (Пегас), з якого народилися назви двох найбільших комп'ютерних виробників — Pegatron Corporation і ASUSTeK Computer. 

## Власники і керівництво
До 1 червня 2010 року — 100 % власником Pegatron Corporation була компанія ASUSTeK Computer.
Глава компанії Pegatron Corporation — Цун Цу Сіен (Tung Tsu Hsien, 童子贤).
Виконавчий директор — Джейсон Чен (Jason Cheng, 程建中).
Виручка компанії Pegatron Corporation в 2009 році досягла 14.58 млрд $

## Історія
Підприємство утворено 1 січня 2008 ріку в процесі реструктуризації компанії ASUSTeK Computer. Після реструктуризації ASUSTeK стала виробляти продукцію тільки під власним брендом ASUS, а контрактне виробництво (ODM-бізнес) був повністю переданий дочірнім підприємствам - Pegatron Technology і Unihan Technology.
У 2009 році Pegatron Technology і Unihan Technology були об'єднані в одну корпорацію, та Unihan Technology стала дочірнім підприємством Pegatron Corporation..
На початку 2010 року материнська компанія ASUSTeK схвалила план зі скорочення інвестицій в дочірню компанію Pegatron. Рада директорів санкціонував кроки щодо зменшення частки в контрактному виробнику електроніки до 1 червня 2010 року. До 24 червня 2010 року акції компанії Pegatron Corporation повинні котируватися на світових біржах.
Частка ASUSTeK в акціонерному капіталі Pegatron Corporation повинна зменшитися до 25%, що знизить ймовірність конфлікту інтересів між двома сторонами.

## Діяльність
Pegatron займається виробництвом: настільних  ПК, ноутбуків, смартбуків, інтернет-планшетів,  корпусів комп'ютера, материнських плат, ігрових консолей, пристроїв широкосмугового доступу, бездротових систем, мережевого обладнання, АТС, мультимедіа, LCD телевізорів і багато чого іншого електронного обладнання.  
Компанія Pegatron виробляє продукцію як для материнської компанії ASUSTeK Computer, як і під власними брендами: Pegatron і ASRock, а також і за контрактами для інших світових брендів.
Наприклад на виробничих потужностях Pegatron Corporation виготовляються різні компоненти для продуктів найбільших світових корпорацій, включаючи Sony (PlayStation 2), Apple Inc. (IPod,  iPod Shuffle, MacBook), Alienware, Falcon Northwest, Palm, Inc.,  HP, і багато інших виробників обладнання використовують  материнські плати Pegatron в своїх комп'ютерних системах.
Реструктуризація бізнесу ASUSTeK і виведення його частини в Pegatron призвело до того, що формально ASUS втратила лідерство серед виробників  системних плат. У січні 2009 року дочірнє підприємство Pegatron відвантажило 1.56 млн системних плат, а компанія ASUSTeK лише 1,3 млн штук.
Останні місяці 2009 року компанія Pegatron Corporation вела переговори з Acer, Dell, Gigabyte і  MSI в пошуку OEM-замовлень. Можливо, вона також буде використовувати бренд ASRock для просування власних материнських плат.
Виручка компанії у 2009 році досягла 14.58 млрд дол. Виконавчий директор Pegatron Джейсон Ченґ (Jason Cheng) припускав, що після відділення від ASUSTeK доходи зростуть на 30 %